# Vasílis Georgiádis
Vasílis Georgiádis (grec moderne : Βασίλης Γεωργιάδης) était un réalisateur grec né le 12 août 1921 au bord des Dardanelles en Asie mineure et mort le 30 avril 2000.

## Biographie
Après des études de sciences politiques et de cinéma, il est embauché par la Finos Film comme assistant-réalisateur puis réalisateur à partir de 1956.
Il réalisa une vingtaine de films avant de passer à la télévision au milieu des années 1970.
Il réalisa aussi pour la télévision, comme un Christ recrucifié encensé par la critique.
Il fut président du Centre du cinéma grec.

## Filmographie
- 1956 : Kyriakatikoi iroes
- 1959 : Diakopes stin Kolopetinitsa
- 1959 : Karagiozis, o adikimenos tis zois
- 1959 : Krystallo
- 1959 : Periplanomenoi Ioudaioi
- 1961 : I katara tis mannas
- 1961 : Le Sacrifice
- 1962 : Min erotevesai to Savvato...
- 1962 : Orgi
- 1963 : Les Lanternes rouges
- 1964 : Mariage à la grecque
- 1966 : La Septième jour de la création
- 1966 : Terre sanglante
- 1968 : Koritsia ston ilio
- 1968 : Randevou me mia agnosti
- 1969 : Amours pour toujours
- 1969 : Le Bluffeur
- 1970 : La Bataille de Crète (Sti mahi tis Kritis), coréalisé avec Siro Marcellini
- 1971 : Elliniko kalokairi
- 1971 : Ekeino to kalokairi...
- 1975 : Synomosia sti Mesogeio